# Hazaël
Hazaël est roi araméen d'Aram-Damas, de -842 à -796.
Hazaël (hébreu : חֲזָהאֵל ; araméen, à partir de la racine trilitère sémite h-z-y, « voir » ; son nom signifie « Dieu a vu ») fut tout d'abord un fonctionnaire de cour et plus tard un roi araméen mentionné dans la Bible,. Pendant son règne Aram-Damas devint un empire qui gouverna de grandes parts de la Syrie et de la Israël.

## Récit biblique
Le nom d'Hazaël est cité pour la première fois dans « 1 Rois 19,15 » lorsque Dieu dit au prophète Élie de l'oindre en tant que roi d'Aram-Damas. Des années après, le roi araméen Hadadézer (Ben-Hadad II) tombe malade et envoie son intendant Hazaël avec des présents vers le successeur d'Élie, Élisée. Élisée demande à Hazaël de dire à Hadadézer qu'il se remettra, et il révèle à Hazaël qu'en effet le roi se rétablira mais qu'il mourra d'une autre manière. Le jour suivant son retour auprès de Hadadézer à Damas, Hazaël l'étouffe et s'arroge le pouvoir.
Au cours de son règne d'environ 47 ans (-842 à -796) le roi Hazaël mène les Araméens contre les forces du roi Jehoram d'Israël du royaume de Samarie et contre le roi Ochozias de Juda. Après les avoir défait à Ramoth en Galaad, Hazaël repousse deux attaques des Assyriens, se saisit du territoire israélite à l'est du Jourdain, de la cité philistine de Gath et tente de prendre aussi la ville de Jérusalem (« 2 Rois 12,17 »).

## Stèle de Tel Dan

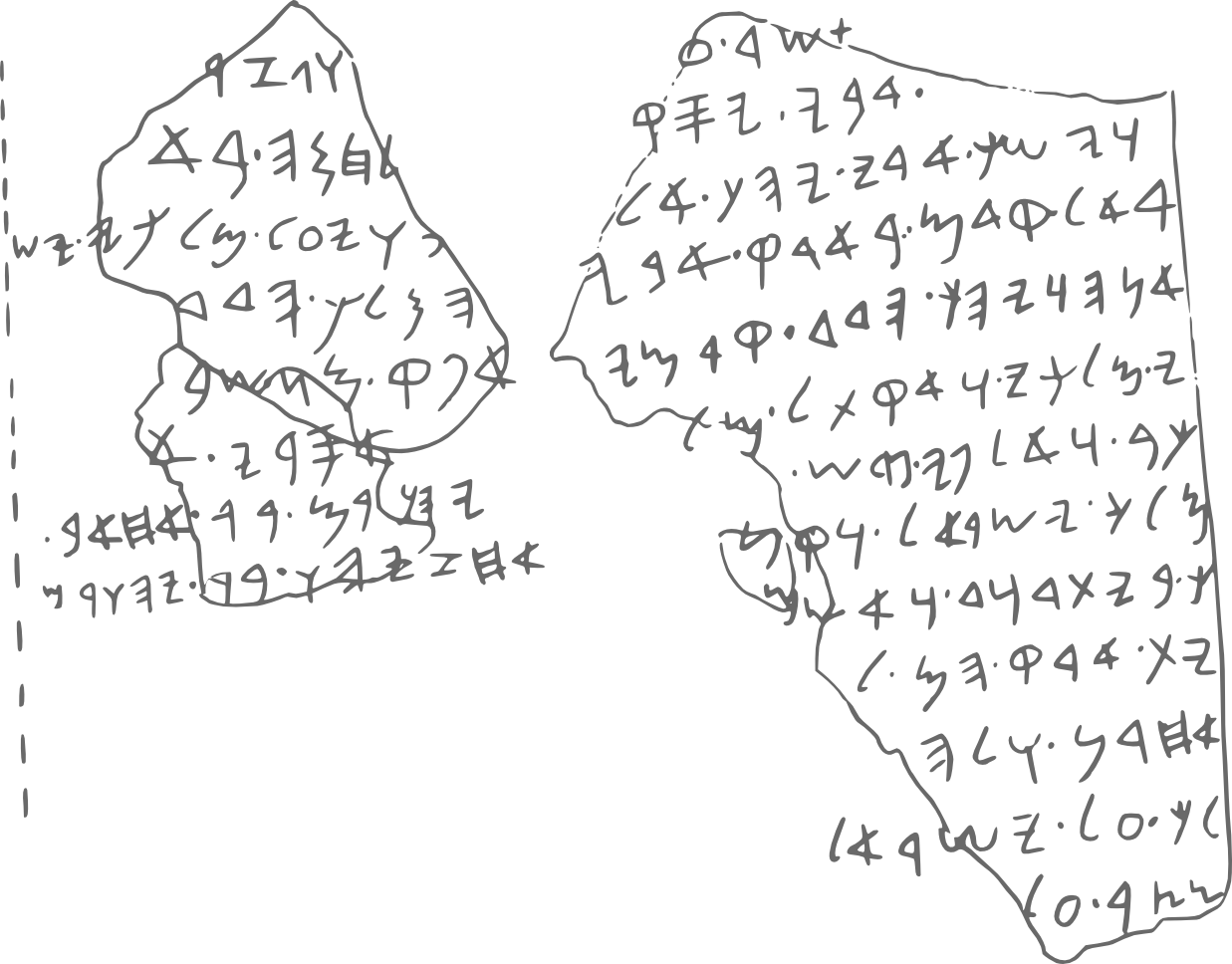
Inscription de la stèle de Tel Dan

Une inscription monumentale en araméen découverte à Tel Dan aurait été, selon la plupart des spécialistes, érigée par Hazaël après la défaite des rois d'Israël et de Juda. Des fouilles à Tell es-Safi (Gath) ont révélé des témoignages certains du siège et de la conquête qui s'ensuivit par Hazaël. La destruction du site à Tell Zeitah pendant le IXe siècle pourrait être elle aussi le résultat de la campagne de Hazaël. Le roi Joas de Juda prévint l'invasion par Hazaël en lui offrant le trésor du palais royal ainsi que celui du temple, après quoi ce dernier[Qui ?] disparait du récit biblique.
Des plaques de bronze ouvragées de harnais de chevaux de chars pris à Hazaël, identifiés par leurs inscriptions, ont été trouvées ayant été consacrées comme objets votifs à deux sites grecs, Héraion de Samos et dans le temple d'Apollon à Érétrie sur l'Eubée : « cela qu'Hadad a donné à notre seigneur Hazaël de 'Umq l'année où notre seigneur traversa la rivière ». La rivière serait l'Oronte. Les pièces frontales triangulaires montrent un « maître des animaux » saisissant des sphinx ou des lions inversés dans chaque main ; des déesses à la poitrine opulente et soutenant leurs seins dans leurs mains, debout sur les têtes des lions. Lorsque Téglath-Phalasar III prit Damas en 733–732 av. J.-C., ces héritages firent partie du butin qui tomba dans les mains de Grecs ; probablement celles d'Euboea.